# 1898年の相撲
1898年の相撲（1898ねんのすもう）は、1898年の相撲関係のできごとについて述べる。

## 台覧相撲
- 5月30日、西郷従道公爵別邸に皇太子嘉仁親王（後の大正天皇）が行啓、台覧相撲が執り行われた[1]。
- 7月10日、ロシア大公キリル・ウラジーミロヴィチ親王のために台覧相撲が執り行われた[1]。

## 本場所など
- 1月場所（東京相撲）[2]
  - 興行場所:本所回向院
  - 1月5日より晴天10日間興行
- 4月場所（大阪相撲）[3]
  - 興行場所:長堀土佐稲荷神社
  - 10日間興行
- 5月場所（東京相撲）[4]
  - 興行場所:本所回向院
  - 5月12日より晴天10日間興行
- 6月場所（大阪相撲）[5]
  - 興行場所:南地五階南手空地
  - 6月15日より晴天10日間興行
    - 7日目で切り上げ。
- 10月場所（東京大阪合併相撲）[6]
  - 興行場所:南地五階南手空地
  - 10月1日より晴天10日間興行
- 11月場所（三都合併相撲）[7]
  - 興行場所:南地五階南手空地
  - 11月18日より晴天10日間興行

## 誕生
- 3月11日 - 綾櫻由太郎（最高位：関脇、所属：入間川部屋→出羽海部屋→千賀ノ浦部屋→出羽海部屋、+ 1982年【昭和57年】）[8]
- 4月17日 - 山錦善治郎（最高位：関脇、所属：出羽海部屋、+ 1972年【昭和47年】）[9]
- 7月19日 - 若太刀芳之助（最高位：前頭6枚目、所属：友綱部屋→東関部屋→高砂部屋、+ 1974年【昭和49年】）[10]
- 11月6日 - 鞍ヶ嶽楯右エ門（最高位：前頭筆頭、所属：友綱部屋→東関部屋→高砂部屋、+ 1939年【昭和14年】）[11]
- 12月6日 - 晴ノ海弥太郎（最高位：前頭12枚目、所属：友綱部屋、+ 1970年【昭和45年】）[12]
- 12月9日 - 長良川彦三郎（最高位：十両11枚目、所属：出羽海部屋、+ 没年不明）